# Balaenula
Balaenula és un gènere extint de cetacis de la família dels balènids que tingueren una distribució holàrtica marina entre el Miocè inferior i el Plistocè superior. Se n'han trobat restes fòssils a Bèlgica, els Estats Units, França, Itàlia, el Japó, els Països Baixos i el Regne Unit. És el tàxon germà de les balenes franques (Eubalaena). Durant molt de temps fou tractat com a tàxon calaix de sastre per a petits balènids de tota mena.
Les espècies d'aquest grup eren cetacis menuts (B. astensis devia fer uns 5 metres de llargada), cosa que podria haver contribuït a la seva extinció com a resultat de la glaciació de l'hemisferi nord. El nom genèric Balaenula significa 'baleneta' en llatí.